# Millionaire (canción de Beady Eye)
«Millionaire» es el segundo sencillo comercial de la banda inglesa Beady Eye, publicado el 2 de mayo de 2011.
A pesar de que tanto Liam Gallagher como Gem Archer aparecen en los créditos, la canción fue escrita principalmente por Andy Bell. Está inspirada tras un viaje de Bell a España el año 2007, donde junto a un amigo recorrió en automóvil diferentes rutas hasta llegar a Figueras, ciudad natal del pintor Salvador Dalí. Por otra parte, el videoclip fue grabado por las mismas costas, siendo dirigido por Charlie Lightening.
La canción estaba compuesta desde la época de Oasis, pero Bell decidió darla a conocer con Beady Eye.

## Lista de canciones
| N.º | Título          | Escritor(es)                           | Duración |  |
| 1.  | «Millionaire»   | Liam Gallagher, Gem Archer y Andy Bell | 3:07     |  |
| 2.  | «Man of Misery» | Liam Gallagher, Gem Archer y Andy Bell | 2:39     |  |

## Posicionamiento en listas
| Posición en listas (2011)            | Máxima posición |
| ------------------------------------ | --------------- |
| UK Singles (Official Charts Company) | 71              |

«Man of Misery» se utilizó originalmente, en forma de demo, en un video promocional de la línea de ropa de Liam Gallagher en Pretty Green, y fue acreditada en un principio como un tema solista de Liam. La canción estuvo disponible en iTunes, de manera exclusiva para quienes descargaron el álbum por dicho sistema.

## Video musical
El video musical que acompañó al sencillo fue dirigido por Charlie Lightening, y mostraba a la banda durante un viaje en España. En él, los cuatro miembros de la banda - más el bajista de soporte, Jeff Wootton - conducen por las orillas de un campo español, antes de terminar en un pub.